# Ajina-Tepa
Ajina-Tepa o Ajina Tepe (en tadjik: Аҷинатеппа) és un monestir budista (sarighārāma) dels segles VII i VIII, situat a 12 km a l'est de la ciutat de Qurghonteppa (també anomenada Kurgan-Tjube o Bokhtar), la capital de la província de Khatlon, al Tadjikistan.
Ajina-Tepa representa les restes d'un conjunt que comprèn les instal·lacions del temple i els habitatges dels monjos d'un monestir budista.

## Història

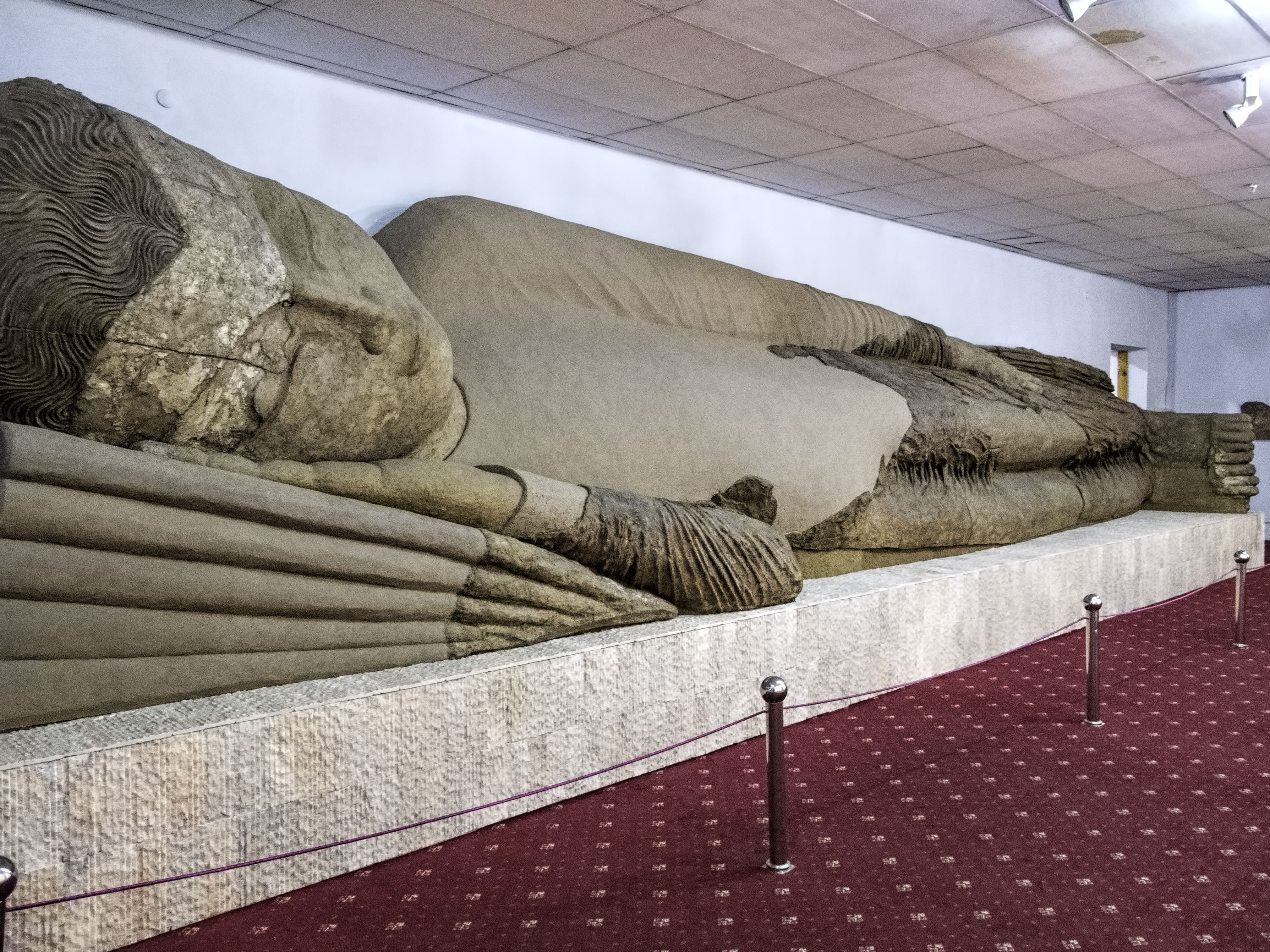
Estàtua de Buda jacent de 12 metres de llarg

El 1959, els arqueòlegs van començar a estudiar el monument per primera vegada. Ajina-Tepa estava situada en l'antiga Ruta de la Seda i era un important lloc de comerç entre la Xina, Europa i Àsia central, així com els ports marítims de l'Índia. Les excavacions arqueològiques van començar el 1961. Les activitats de recerca, que van durar fins a 1975, van ser dirigides per l'historiador i arqueòleg Boris Litvinskiy, membre de l'Acadèmia de Ciències del Tadjikistan, amb el suport del seu ajudant T. I. Zeĭmal i col·laboració de l'Hermitage de Sant Petersburg. Les excavacions van revelar parts d'edificis que van ser catalogats com a pertanyents a un monestir budista. Avui dia, aquest monument ha estat completament excavat, però va quedar molt danyat per l'abandonament de la labor de conservació durant les dècades de la colonització russa, posteriorment la República Socialista Soviètica de l'Uzbekistan i, finalment, l'autonomia del Tadjikistan.
Una de les troballes més rellevants de les excavacions fou una estàtua de Buda jacent de 12 metres de llarg. Després que els talibans fessin explotar les estàtues de Budes de Bamian a l'Afganistan al març de 2001, aquesta es va esdevenir la major estàtua de Buda preislàmica conservada a Àsia central. Actualment, l'estatua es troba al Museu Nacional d'Antiguitats del Tadjikistan des de l'any 2001.

## Patrimoni de la Humanitat
L'11 de setembre de 1999, el govern tadjik va presentar Ajina-Tepa en la categoria cultural de la llista del Patrimoni de la Humanitat d'UNESCO de llocs que tenen un "valor universal excepcional" per al món i va ser afegit en la llista provisional. Des de llavors, es manté com a candidat.